# Efter monarkens gottfinnande
Efter monarkens gottfinnande (på engelska: At His/Her Majesty's pleasure) är en laglig term som används för att beskriva en obestämd lång tidsperiod, typiskt när man talar om mandatperioder för olika höga poster. Numera används begreppet främst i de länder där den brittiska monarken är statschef, de så kallade samväldesrikena.
Som exempel kan nämnas att Nya Zeelands generalguvernör officiellt nomineras till ämbetet efter monarkens gottfinnande. I praktiken är dock mandatperioden fem år. I före detta dominier som senare blivit republiker, kan det fortfarande finnas liknande termer omformulerade till ett icke-monarkistiskt språkbruk. Exempelvis använder bland andra Indien, Singapore och Sydafrika termen "efter presidentens gottfinnande".
Begreppet kan även användas inom straffrätten. I England och Wales är straffet för mord för minderåriga vårdnad efter monarkens gottfinnande. På grund av den vaga formuleringen och obestämda betydelsen har det inneburit problem ur rättssäkerhetsperspektiv.